# Мазепинская эмиграция
«Мазепинская эмиграция» — социальное и политическое явление, связанное с пребыванием и деятельностью в 1709-1750-х годах в Османской империи, Крымском ханстве, Молдавском княжестве, Шведском королевстве, Речи Посполитой, Французском королевстве, Священной римской империи и других государствах генеральных и прочих старшин, казаков и их семейств из Гетманщины и Запорожской сечи. Явление возникло в результате поражения союзных войск гетмана Ивана Мазепы и шведского короля Карла XII в военной кампании 1708-1709 годов против Российской империи во время Северной войны 1700-1721 годов.

## Социальный состав
Основу мазепинской эмиграции составляла часть запорожских казаков, которые после разрушения Чертомлыкской Сечи 25 мая 1709 года российскими войсками перешли на территорию Крымского ханства, а также часть генеральных и других старшин, которые после поражения войск мазепы и Карла в Полтавской битве 8-9 июня 1709 года отступили на территорию Очаковского эйялета и Бендерского эйялета Османской империи.

## Причины
Эмиграция была обусловлена политическими мотивами — неприятием частью старшины, городового и запорожского казачества централизующей политики правительства Российской империи и стремлением отделения Гетманщины и Запорожской сечи от России. Эмиграционное движение было активизировано массовыми репрессиями против мазепинцев, провозглашением запорожского казачества вне закона указом российского царя Петра I от 26 мая 1709 года, отказом царских представителей (князя Александра Меншикова и др.) принять капитуляцию запорожского казачества вместе с капитуляцией шведского войска, включением Петром I территории Запорожской сечи в Миргородский полк.